# Dermestes coarctatus
Dermestes coarctatus là một loài bọ cánh cứng trong họ Dermestidae. Loài này được Harold miêu tả khoa học năm 1877.